# Corpo Celeste
Corpo celeste es una película dramática italiana de 2011 escrita y dirigida por Alice Rohrwacher.  su ópera prima fue protagonizada por Yile Yara Vianello, Salvatore Cantalupo y Pasqualina Scuncia. La película, que tuvo su estreno en la Quincena de Realizadores del Festival de Cannes, se centra en Marta, una niña de 13 que, tras mudarse con su madre y hermana al sur de Italia, busca su lugar en el mundo entre los límites del catolicismo y la ciudad.

## Argumento
Tras pasar 10 años en Suiza, Marta, su madre y su hermana buscan integrarse en Reggio Calabria, una ciudad del sur de Italia dominada por la mafia. Aunque Marta trata de familiarizarse con los paisajes, sonidos y aromas de la ciudad, sigue considerándose una extranjera. Está a punto de hacer su Confirmación, pero choca con la moral de la comunidad católica local.

## Reparto
- Yle Vianello - Marta
- Salvatore Cantalupo - Don Mario
- Anita Caprioli - Rita
- Renato Carpentieri - Don Lorenzo
- Paola Lavini - Fortunata
- Pasqualina Scuncia - Santa

## Recepción
Heavenly Body tiene una calificación de aprobación del 85% en el sitio web agregador de reseñas Rotten Tomatoes, basado en 20 reseñas, y una calificación promedio de 6.9/10. Metacritic le dio una puntuación media ponderada de 65 sobre 100, basada en 10 reseñas, lo que indica "críticas generalmente favorables".
En su reseña para Miradas del Cine, Belit Lago escribe que Rohrwacher asienta las bases de su obra con las temáticas y estrategias fílmicas características de su carrera, presentando sus obsesiones con el foloklore y las interrupciones de la modernidad. Jessica Romero, para La Tempestad, resalta el predominio del estilo documental y la cámara en mano para acentuar la ingenuidad, indecisión, fragilidad, desconfianza y desencanto de los personajes.

## Premios
| Año  | Festival                            | Premio                        | Nominación         | Resultado |
| ---- | ----------------------------------- | ----------------------------- | ------------------ | --------- |
| 2011 | Festival de Cannes                  | Cámara de Oro                 | Alice Rohrwacher   | Nominada  |
| 2011 | Festival de Cannes                  | CICAE Award                   | Alice Rohrwacher   | Nominada  |
| 2011 | Nastro d'argento                    | Mejor Actriz de Reparto       | Anita Caprioli     | Nominada  |
| 2011 | Nastro d'argento                    | Mejor Actriz de Reparto       | Pascualina Scuncia | Nominada  |
| 2011 | Nastro d'argento                    | Mejor Nuevo Director          | Alice Rohrwacher   | Ganadora  |
| 2011 | Nastro d'argento                    | Mejor Edición                 | Marco Spoletini    | Nominado  |
| 2011 | Festival de Cine Italiano de Annecy | CICAE Award                   | Alice Rohrwacher   | Ganadora  |
| 2011 | Festival de Cine de Göteborg        | Premio al Debut Internacional | Alice Rohrwacher   | Ganadora  |
| 2011 | Festival de Cine de Zúrich          | Mejor Película Internacional  | Corpo Celeste      | Nominada  |